# Декомпозиция по сингулярни стойности
Разлагане по особени стойности на една матрица представлява разлагането ѝ на произведение от три матрици {\displaystyle X=U\Sigma V^{T},\,\!} където U и V са унитарни матрици, а Σ е диагонална, чрез които могат да бъдат намерени особените ѝ стойности. За разлика от собствените стойности, всяка матрица притежава особени стойности. Разлагането по особени стойности има важни приложения в обработката на сигнала и в статистиката. Например, чрез тях се изчислява псевдообратната матрица на Мур-Пенроуз, чрез която може да се даде нормално псевдорешение на задачата за най-малките квадрати.